# Macedońska Akademia Nauk i Sztuk
Macedońska Akademia Nauki i Sztuk ((mac.) Македонска Академија на Науките и Уметностите, MANU) – państwowa instytucja naukowa.
Akademia została założona na podstawie decyzji zgromadzenia Socjalistycznej Republiki Macedonii uchwalonej 23 lutego 1967 roku. W skład komitetu założycielskiego weszli:
- Prof. Anton Babić(inne języki)
- Dr Milan Bartoš
- Dr Ksente Bogojew
- Dr Miroslaw Karšulin
- Prof. Błaże Koneski
- Dr Bratko Kreft(inne języki)
- Dr Haralampie Polenaković

9 października 1967 odbył się pierwszy zjazd Akademii, dokonano na nim wyboru prezydium, pierwszym prezesem został Błaże Koneski. W 2007 odznaczona Orderem Republiki Macedonii.

## Prezesi MANU
- Błaże Koneski (1967–75)
- Mihailo Apostolski (1976–83)
- Jordan Pop-Jordanow (1984–91)
- Ksente Bogojew (1992–99)
- Georgi Efremow (2000–czerwiec 2001)
- Mateja Matewski (lipiec 2001–2003)
- Cwetan Grozdanow (2004–2007)
- Georgi Stardełow (2008–2011)
- Włado Kambowski (2012–2015)
- Taki Fiti (od 2016)